# Árpád Lengyel
Árpád Lengyel, född 4 september 1915 i Kaposvár, död 30 april 1993 i Edgewater i New Jersey, var en ungersk simmare.
Lengyel blev olympisk bronsmedaljör på 4 x 200 meter frisim vid sommarspelen 1936 i Berlin.